# Stade Fujiidera
 (août 2019).
Si vous disposez d'ouvrages ou d'articles de référence ou si vous connaissez des sites web de qualité traitant du thème abordé ici, merci de compléter l'article en donnant les références utiles à sa vérifiabilité et en les liant à la section « Notes et références ».
Le Stade Fujiidera (近鉄藤井寺球場) était un stade multi-usage à Fujiidera, dans la préfecture d'Osaka, au Japon. Il a été utilisé principalement pour le baseball et était le stade des Osaka Kintetsu Buffaloes avant l'ouverture de l'Osaka Dome en 1997. Le stade avait une capacité de 32 000 personnes. 
Le stade a été construit en 1928, et a fermé en 2005. Depuis, le site a été réaménagé, et est maintenant le site de l'école primaire attachée à l'Université bouddhiste internationale Shitennoji.